# Thore Enochsson
Thore Sixten Enochsson (poi Thorhammer; Östersund, 17 novembre 1908 – Stoccolma, 14 marzo 1993) è stato un maratoneta svedese, medaglia d'argento nella maratona agli europei del 1934.

## Biografia
Atleta specializzato nella maratona, vinse la medaglia d'argento nella maratona agli europei del 1934, giungendo all'arrivo 2 minuti dopo il finlandese Armas Toivonen.
Ai Giochi olimpici del 1936 concluse la gara al decimo posto.
Nel 1932 e 1933 fu campione nazionale di maratona. Nel 1935, 1938 e 1939 si piazzò al secondo posto dietro Henry Palmé.
Dal 1933 al 1936 vinse 4 volte la mezza maratona (25 km) di Stoccolma.

## Progressione

### Maratona
Enochsson è stato presente per una stagione nella top 25 mondiale della maratona.
| Stagione | Tempo    | Luogo   | Data       | Rank. Mond. |
| -------- | -------- | ------- | ---------- | ----------- |
| 1936     | 2h43'12" | Berlino | 9-8-1936   | 61º         |
| 1934     | 2h54'35" | Torino  | 9-9-1934   | 99º         |
| 1933     | 2h40'39" | Torino  | 15-10-1933 | 23º         |

## Palmarès
| Anno | Manifestazione  | Sede    | Evento   | Risultato | Prestazione | Note |
| ---- | --------------- | ------- | -------- | --------- | ----------- | ---- |
| 1934 | Europei         | Torino  | Maratona | Argento   | 2h54'35"    |      |
| 1936 | Giochi olimpici | Berlino | Maratona | 10º       | 2h43'12"    |      |

## Campionati nazionali
- 2 volte campione svedese di maratona (1932, 1933)

1932
- Oro ai Campionati svedesi di maratona - 2h29'33"

1933
- Oro ai Campionati svedesi di maratona - 2h19'12"

1935
- Argento ai Campionati svedesi di maratona - 2h34'31"

1938
- Argento ai Campionati svedesi di maratona - 2h36'43"

1939
- Argento ai Campionati svedesi di maratona - 2h39'34"